# Stein Eric Tveiten
Stein Eric Tveiten (* 15. Juni 1961) ist ein ehemaliger norwegischer Skispringer.

## Werdegang
Tveiten sprang am 26. Januar 1980 erstmals im Skisprung-Weltcup. Beim Springen auf der Großschanze im polnischen Zakopane erreichte er dabei den 8. Platz und damit insgesamt acht Weltcup-Punkte. Am Ende der Weltcup-Saison 1979/80 konnte er mit diesen 8 Punkten den 76. Platz in der Gesamtwertung belegen. In der folgenden Saison 1980/81 sprang er bei den Springen in Chamonix und Saint-Nizier und sprang beide Male in die Punkteränge. Durch die gewonnenen 17 Weltcup-Punkte belegte er am Ende der Saison den 42. Platz in der Weltcup-Gesamtwertung. Nach der Saison beendete er jedoch trotz dieses Erfolges seine aktive Skisprungkarriere, war aber noch einige Jahre auf nationaler Ebene aktiv.

## Statistik

### Weltcup-Platzierungen
| Saison  | Platz | Punkte |
| ------- | ----- | ------ |
| 1979/80 | 75.   | 08     |
| 1980/81 | 43.   | 17     |